# Agra
Pronunciação
Agra é uma cidade do estado de Utar Pradexe, na Índia. Situa-se nas margens do rio Yamuna. Tem cerca de 1 400 000 habitantes. O famoso Taj Mahal é o principal tesouro artístico da cidade.
Foi fundada entre 1501 e 1504 por Sikandar Lodi, sultão de Deli, que fez dela a sua capital. O primeiro imperador Mughal, Babur, refugiou-se nesta cidade depois de lutar contra o sultão de Deli em 1526. Seu filho Akbar fez dela a capital oficial do império em 1556.

## Economia
Devido à presença do Taj Mahal e de outros monumentos históricos, Agra tem uma indústria de turismo em expansão, bem como artesanato real como Pietra Dura, incrustações de mármore e tapetes.
40% da população depende em grande parte da agricultura, e outros do comércio de couro e calçados e fundições de ferro. Agra foi o segundo mais autônomo da Índia em 2007, atrás de Varanasi, seguida por Bhopal, Indore e Patna. De acordo com a National Sample Survey Organization, em 1999–2000, 431 de cada 1 000 homens empregados eram autônomos na cidade, que cresceu para 603 por 1 000 em 2004-05.
O turismo tem um papel significativo na economia de Agra, com mais de 9,5 milhões de turistas visitando Agra e monumentos circundantes em 2019. [108] A cidade abriga o maior spa da Ásia, chamado Kaya Kalp - The Royal Spa, no ITC Hotel Mughal em Agra. Outros hotéis incluem Taj Hotel and Convention Center.
Em agosto de 2020, a atividade industrial em Agra foi afetada como resultado das restrições impostas devido à pandemia COVID-19, que obrigou as pessoas a permanecerem confinadas em suas casas. Os setores mais atingidos são as fundições de ferro, turismo e indústria de calçados de couro em Agra. Estima-se que a perda na indústria do turismo devido às restrições do COVID-19 é de aproximadamente ₹2.200 crores.

### Indicadores de desenvolvimento
Agra acumulou um PIB de 40 210 crores de acordo com os dados divulgados pelo governo de UP para o ano de 2018-19, portanto, a 3ª posição no estado.
No Swachh Survekshan 2020, Agra ficou em 16º lugar em todo o país e em 2º lugar no estado depois de Lucknow, que foi um grande salto após 86º em 2019, 102º em 2018 e 263º em 2017. No Smart city Rankings, que são classificações pan-indianas para 100 cidades, divulgado pelo Ministério da Habitação e Assuntos Urbanos com base na taxa de progresso / conclusão de projetos de Smart City, Agra ficou em primeiro lugar, com base nos rankings publicados com base no trabalho feito pelo departamento envolvido no projeto Smart City de 1 de outubro de 2019 a 1 de março de 2020.

## Clima
O clima de Agra é tropical de monções, com verões chuvosos e invernos secos.
O verão é a única época chuvosa da cidade, todas as outras estações são secas, isso ocorre porque nessa época do ano a cidade sofre influência das monções, que atuam na cidade desde o começo de julho e dura até o início de setembro. A chuva muitas vezes é forte e pode causar enchentes em regiões mais baixas da cidade. No fim do verão há uma drástica redução no volume de precipitação, diferente das regiões de clima tropical não-monçônico (América do Sul e Central), onde as chuvas diminuem lentamente.
| Gráfico climático para Agra (Índia)                           | Gráfico climático para Agra (Índia) | Gráfico climático para Agra (Índia) | Gráfico climático para Agra (Índia) | Gráfico climático para Agra (Índia) | Gráfico climático para Agra (Índia) | Gráfico climático para Agra (Índia) | Gráfico climático para Agra (Índia) | Gráfico climático para Agra (Índia) | Gráfico climático para Agra (Índia) | Gráfico climático para Agra (Índia) | Gráfico climático para Agra (Índia) |
| ------------------------------------------------------------- | ----------------------------------- | ----------------------------------- | ----------------------------------- | ----------------------------------- | ----------------------------------- | ----------------------------------- | ----------------------------------- | ----------------------------------- | ----------------------------------- | ----------------------------------- | ----------------------------------- |
| J                                                             | F                                   | M                                   | A                                   | M                                   | J                                   | J                                   | A                                   | S                                   | O                                   | N                                   | D                                   |
| 9 22 8                                                        | 12 25 10                            | 10 32 16                            | 10 38 22                            | 16 41 26                            | 67 40 28                            | 196 35 27                           | 227 33 26                           | 113 34 24                           | 27 34 19                            | 3 29 13                             | 5 24 9                              |
| Temperaturas em °C • Precipitações em mmFonte: Climate charts |                                     |                                     |                                     |                                     |                                     |                                     |                                     |                                     |                                     |                                     |                                     |

O outono é seco do início ao fim, as chuvas são raras e quando chove, chove fraco. Observa-se também um ligeiro aumento da média de temperaturas máximas em outubro, mas logo em seguida a mesma diminui em novembro. Há também uma grande redução das temperaturas mínimas.
O inverno é outra estação seca, sendo o mês de janeiro o mais frio da cidade, com média de 15°C. Em dias muito frios, pode haver a ocorrência de geada fraca. Mas esse frio dura muito pouco, em março, por exemplo, a temperatura média já é de 24°C, com muito calor durante a tarde.
A primavera é a estação mais quente da cidade, devido à maior proximidade com o sol e à falta das monções, que diminuem a temperatura no verão. Observa-se também uma elevação muito grande da temperatura entre fevereiro e maio, a temperatura se eleva em média 16°C entre esses meses. A primeira quinzena de junho é a época mais quente da cidade, depois disso as monções aliviam a temperatura.